# Słomniki

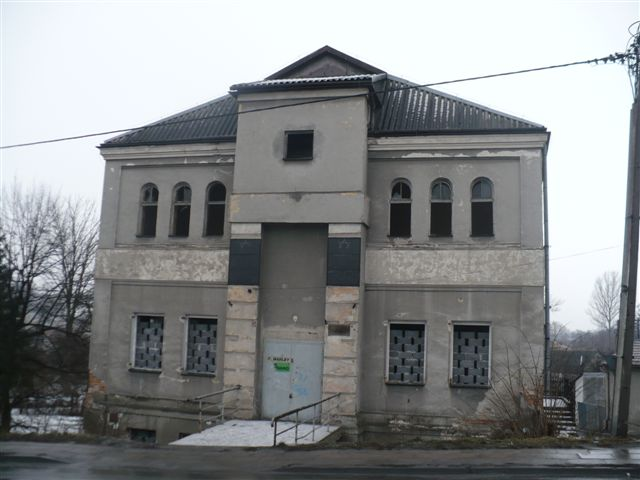
Synagoga w Słomnikach

Słomniki – miasto w województwie małopolskim, w powiecie krakowskim, położone 24 km na północ od Krakowa, na Wyżynie Miechowskiej, nad rzeką Szreniawą; siedziba gminy Słomniki. Jest jednym z ośrodków miejskich aglomeracji krakowskiej.
Byłe miasto królewskie Korony Królestwa Polskiego.
Miasto wielkorządców krakowskich w powiecie proszowickim województwa krakowskiego w końcu XVI wieku. W latach 1975–1998 miejscowość administracyjnie należała do województwa krakowskiego.
Według danych GUS z 31 grudnia 2019 r. miasto miało 4321 mieszkańców, a 31 grudnia 2023 r. 4159 mieszkańców, jest tym samym 3. najludniejszym miastem powiatu krakowskiego.
Miasto jest ośrodkiem handlowo-usługowym regionu rolniczego; drobny przemysł spożywczy i metalowy.

## Historia
Nazwa Słomniki pochodzi prawdopodobnie od szłomiarzy (zwanych w średniowieczu szłomnikami), którzy wyrabiali szłomy, czyli hełmy dla drużyny królewskiej.
Pierwsze wzmianki historyczne o Słomnikach jako osadzie myśliwskiej i stacji kupieckiej pochodzą z 1287. Jako miasto królewskie zostały założone za panowania króla Kazimierza III Wielkiego na prawie średzkim przed 1358 rokiem. Z tego okresu pochodzi, zachowany do tej pory, układ architektoniczny rynku na planie kwadratu o powierzchni 1,75 ha.
Położenie przy trakcie solnym z Wieliczki i Bochni do Wielkopolski stworzyło możliwość szybkiego rozwoju miasta, co było najbardziej zauważalne w XV i XVI wieku.
W 1554 powstał pierwszy formalny zbór kalwiński.
W swoich dziejach miasto było kilkakrotnie niszczone przez najazdy tatarskie, a potem szwedzkie (1655–1660). (Według przekazów ustnych pod słomnickim rynkiem znajdują się lochy, które służyły ochronie mieszkańców przed najazdami. Jest to jedna z teorii tłumacząca zapadanie się płyty rynku.)
Podczas insurekcji kościuszkowskiej miasto było świadkiem wielu ważnych wydarzeń. Po bitwie pod Racławicami Słomniki były miejscem zgrupowania wojsk polskich. Dnia 5 kwietnia 1794 generał Tadeusz Kościuszko zredagował w nich raport o bitwie pod Racławicami, wydał odezwę „Narodzie (...) chciej być wolnym i niepodległym” i po raz pierwszy przywdział sukmanę, strój wyróżniającej się w bitwie formacji. 6 kwietnia na słomnickim rynku Józef Zajączek i Antoni Madaliński zostali awansowani do stopnia generała.
Po III rozbiorze Polski Słomniki znalazły się w zaborze austriackim, później od 1809 w Księstwie Warszawskim, a następnie od 1815 w Królestwie Polskim (Kongresowym).
Podczas powstania styczniowego okolice Słomnik były miejscem walk partyzanckich.
Słomniki utraciły prawa miejskie po upadku powstania w 1870. Odzyskały je w 1917.
W okresie międzywojennym wieloletnim burmistrzem miasta był Józef Kmita, który tę funkcję pełnił także we wrześniu 1939.
Po wybuchu II wojny światowej Słomniki zostały zajęte przez wojska niemieckie i znalazły się na terenie Generalnego Gubernatorstwa. Na terenie miasta i okolic działał ruch oporu. Okupanci skierowali do pracy przymusowej miejscowych Żydów, następnie dopuścili się wymordowania na miejscu kilkuset z nich i deportacji pozostałych do obozu zagłady w Bełżcu i innych miejsc eksterminacji i niewolniczej pracy. Między Słomnikami a Proszowicami nastąpił zrzut oficerów łącznikowych polskiego państwa podziemnego wykonany przez samolot 138. dywizjonu RAF.
Ofiarami zbrodni katyńskiej w 1940 było dwóch oficerów Wojska Polskiego urodzonych w Słomnikach: por. lekarz Ziemisław Kański (ur. 1906) i ppor. Władysław Domagalski (ur. 1906) i dwóch urodzonych w Słomnikach policjantów: starszy posterunkowy Stanisław Snakowski (ur. 1899) i posterunkowy Józef Barański (ur. 1908).
15 stycznia 1945 do miasta wkroczyły oddziały Armii Czerwonej, kończąc okres okupacji hitlerowskiej.
W latach 1975–1998 miasto należało do woj. krakowskiego.

### Dzieje słomnickich Żydów
Pierwsze wzmianki o Żydach w Słomnikach dotyczą XVI wieku. W 1758 do Żydów należały dwa domy, mieszkało w nich 8 osób. W 1856 mieszkało tutaj 34 Żydów. Po zniesieniu w 1862 zakazu osiedlania się w mieście ludności żydowskiej wśród Słomniczan wzrosła liczba wyznawców religii mojżeszowej. W 1897 powstała gmina żydowska w Słomnikach skupiająca 904 osoby (24,5% ogółu mieszkańców), uprzednio należące do gminy wyznania mojżeszowego w Wodzisławiu. Nowa gmina szybko zbudowała własną synagogę przy ul. Krakowskiej.
W okresie międzywojennym wzrosły w Słomnikach nastroje antysemickie. W 1926 nastąpił pożar tutejszej synagogi. Po czterech latach od tego zdarzenia bóżnica została odbudowana.
Po wybuchu II wojny światowej niemieckie władze okupacyjne ustanowiły w Słomnikach Judenrat dla ok. 1 tys. miejscowych Żydów i Żydów z okolic Słomnik. W 1941 liczba ta wzrosła do ok. 2250 osób. Podobnie jak na innych obszarach Generalnego Gubernatorstwa Niemcy wykorzystywali ludność żydowską ze Słomnik do niewolniczej pracy. Od 4 do 8 czerwca 1942 odbyła się pierwsza deportacja Żydów słomnickich i okolicznych do obozu zagłady w Bełżcu, gdzie zgładzono ich w komorach gazowych. Część ujętych podczas  tej akcji młodych mężczyzn w liczbie kilkudziesięciu skierowano do obozu pracy Plaszow w Krakowie. W sierpniu 1942 odbyła się druga akcja deportacji Żydów na terenie Słomnik, obejmująca mieszkańców tego miasta, osób z Miechowa i okolicznych wsi. Na mokrych łąkach nad Szreniawą hitlerowcy przy pomocy granatowej policji przez kilka dni przetrzymywali łącznie 10 tysięcy ludzi. Uwięzionych regularnie bito. Wyselekcjonowano spośród nich 2000 młodych ludzi i wysłano ich do Julagu Plaszow I, 200 osób skierowano do Rzeszowa. Na miejscu zabito 500 starszych osób. W trakcie przemarszu do wagonów kolejowych zabito kolejnych ludzi. Transporty skierowano do obozu zagłady w Bełżcu, gdzie osoby, które przeżyły podróż bez wody i wyżywienia zostały zagazowane.
Po zakończeniu II wojny światowej do Słomnik wróciła niewielka grupa Żydów. Czworo z nich zostało zabitych, pozostali wkrótce potem opuścili miasto. Wśród zamordowanych byli Estera Knobler i kupiec nazwiskiem Scyzoryk.

## Kalendarium
- 1287 – Pierwsza wzmianka o Słomnikach jako osadzie myśliwskiej i stacji kupieckiej
- 1241, 1259, 1287 – miasto było celem najazdów tatarskich
- 1335 – ufundowanie przez króla Kazimierza Wielkiego drewnianego kościoła św. Michała Archanioła w Słomnikach[13].
- 1358 – Słomniki otrzymały od króla Kazimierza Wielkiego prawa miejskie
- 1392 – Królowa Jadwiga gościła na dworze w Słomnikach
- 1420 – król Władysław Jagiełło odwiedził Słomniki
- 1447 – do miasta przybył król Kazimierz IV Jagiellończyk
- 1548 – w Słomnikach nocował król Zygmunt Stary
- 1554 – pierwszy formalny zbór kalwiński
- 1655–1660 – najazdy szwedzkie niszczą miasto
- 1794 – w Słomnikach przebywa Tadeusz Kościuszko
- 1870 – miasto straciło prawa miejskie
- 1897 – ukończenie budowy nowego kościoła parafialnego[13].
- 1917 – Słomniki odzyskują prawa miejskie
- 4 września 1939 – wkroczenie niemieckich wojsk okupacyjnych – rozpoczyna się terror niemiecki wymierzony w miejscową ludność, głównie żydowską; w okresie okupacji Słomniki terytorialnie należą do Generalnego Gubernatorstwo; w mieście działa ruch oporu
- czerwiec i sierpień 1942 – Niemcy przy pomocy granatowej policji dokonują masowych morderstw na Żydach, pozostałych deportując, głównie do obozu zagłady w Bełżcu
- 15 stycznia 1945 – koniec okupacji hitlerowskiej
- w latach 1975–1998 Słomniki należą do województwa krakowskiego
- od 1999 Słomniki należą do województwa małopolskiego

## Demografia

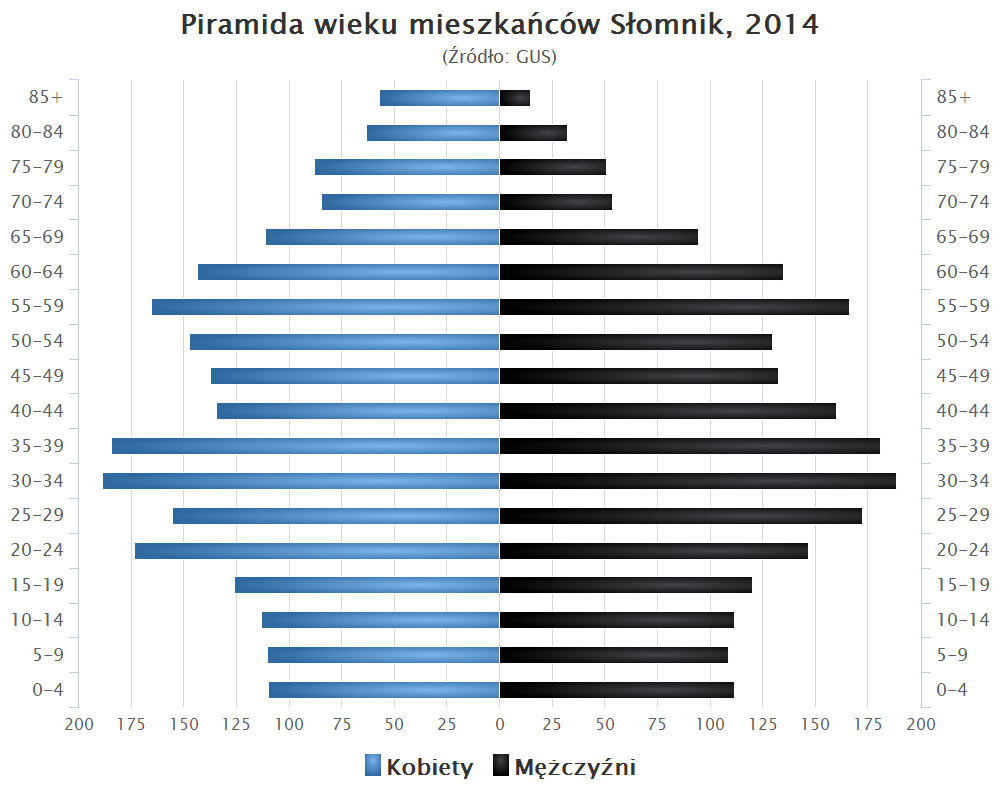
Piramida wieku mieszkańców Słomnik w 2014 roku

## Zabytki
Obiekt wpisany do rejestru zabytków nieruchomych województwa małopolskiego.
- kościół parafialny pw. Bożego Ciała, ogrodzenie, ogród. Neoromański kościół Bożego Ciała został wzniesiony w latach 1888–1893. W świątyni znajduje się późnogotycki krucyfiks i obraz Świętej Rodziny z I poł. XVI wieku.

## Inne zabytki
- Synagoga z końca XIX wieku.

## Cmentarze
- Cmentarz parafialny powstały w połowie XIX w.
- Cmentarz żydowski założony pod koniec XIX w.

## Transport

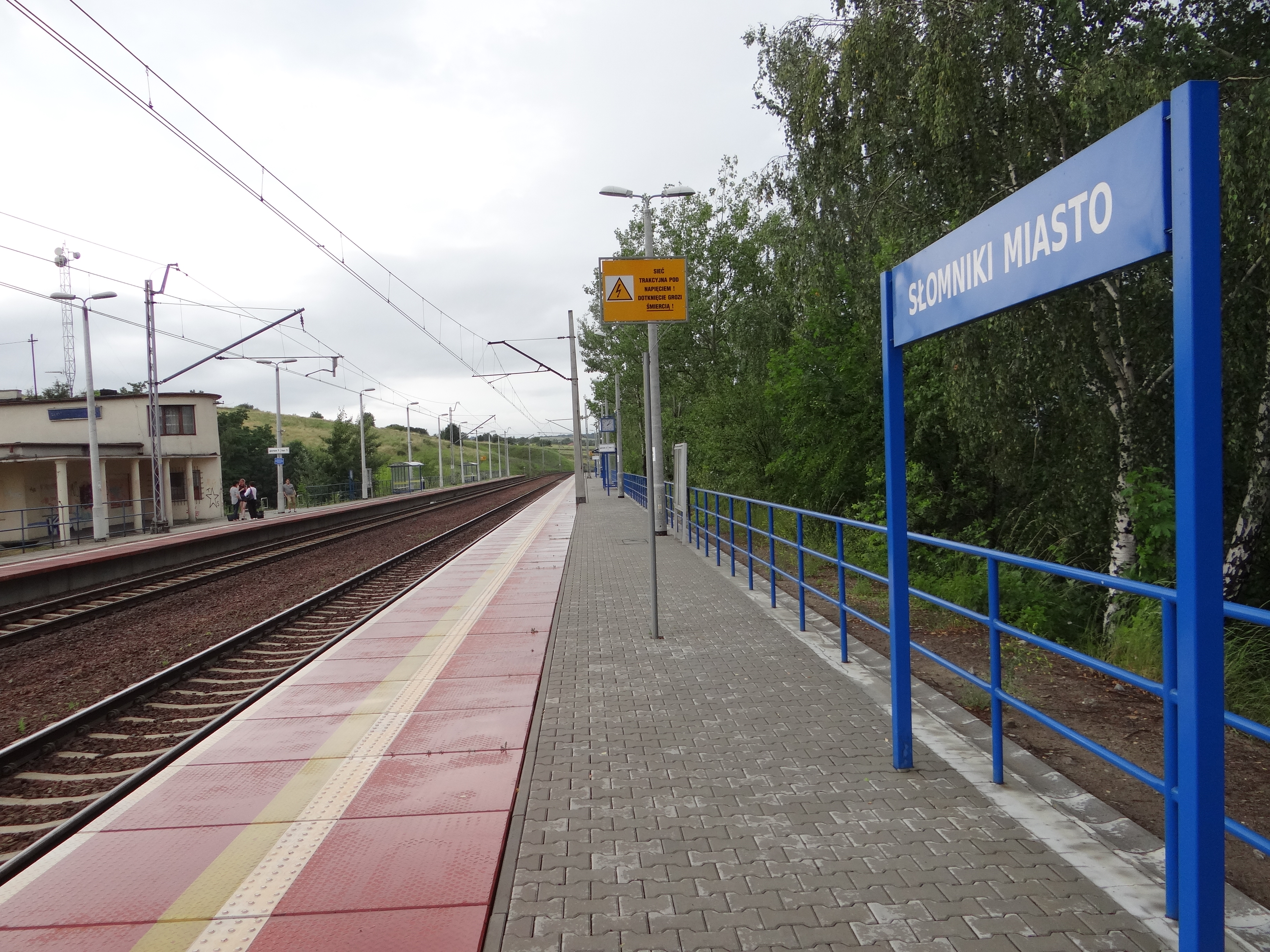
Stacja kolejowa Słomniki Miasto

W mieście krzyżują się drogi krajowe i wojewódzkie:
- Droga wojewódzka nr 772: Szczepanowice – Widoma
- Droga wojewódzka nr 775: Słomniki – Proszowice – Nowe Brzesko

Przez miasto przebiega dwutorowa, zelektryfikowana linia kolejowa nr 8 Warszawa Zachodnia – Tunel – Miechów – Kraków.
Stacje kolejowe: Słomniki i Słomniki Miasto.
W mieście znajduje się również przystanek PKS oraz prywatnych linii mikrobusowych. Od 2011 dojeżdża autobus MPK Kraków linii 222 z pętli Czyżyny Dworzec.

## Edukacja
W mieście znajduje się przedszkole oraz zespół szkół ogólnokształcących (szkoła podstawowa, gimnazjum, liceum ogólnokształcące, liceum profilowane).
Od września 2013 w Słomnikach działa również Szkoła Muzyczna I stopnia.

## Kultura i sport

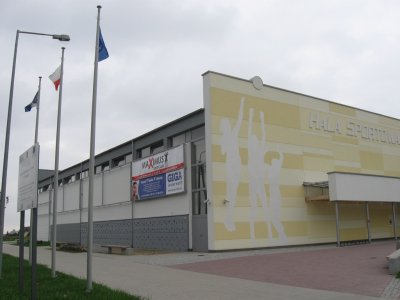
Oddana w styczniu 2011 roku pasywna hala sportowa w Słomnikach

W Słomnikach działa Miejsko-Gminne Centrum Kultury. Istnieje również kino „Czar”, biblioteka publiczna oraz Muzeum Ziemi Słomnickiej. Od ponad 100 lat funkcjonuje orkiestra dęta „Echo”. Od 2008 istnieje zespół tańca nowoczesnego Escape, od 2009 r. zespół pantomimy „Uporządkowany Nieład”.
Od 1923 w mieście działa KS Słomniczanka. Obecnie istnieją sekcje piłki nożnej oraz piłki siatkowej. W przeszłości klub miał sekcję łucznictwa.
W 2011 wybudowano halę sportową oraz boisko wielofunkcyjne. Budynek pasywnej hali jest funkcjonalno-przestrzennie połączony z budynkiem Zespołu Szkół Ogólnokształcących. Budynek posiada jedną kondygnację nadziemną (o powierzchni użytkowej ok. 1755 m²).

## Wspólnoty wyznaniowe
- Kościół rzymskokatolicki
  - Parafia Bożego Ciała w Słomnikach – Kościół Bożego Ciała w Słomnikach
- Świadkowie Jehowy
  - zbór Słomniki

## Ludzie urodzeni w Słomnikach
- Z tym tematem związana jest kategoria: Ludzie urodzeni w Słomnikach.